# Asaf Jah IV
Rustam-i-Dauran Aristu-i-Zaman Asaf Jah IV Muzaffar al-Mamaluk Nizam al-Mulk Nizam al-Daula Nawab Mir Farkhunda Ali Khan Bahadur (Gufran Manzil) Sipahsalar Fath Jang Ayn waffadar Fidvi-i-Senliena Iqtidar-i-Kishwarsitan Muhammad Akbar Shah Padshah-i-Ghazi (Hyderabad 25 d'abril de 1794 - 16 de maig de 1857) fou nizam d'Hyderabad, fill gran d'Asaf Jah III i de Fazilat un-nisa Begum Sahiba (Chandli Begum)
A la mort del seu pare el va succeir (21 de maig de 1829) i va pujar al musnad formalment el 24 de maig de 1829.
El 1839 una conspiració wahhabita fou avortada a Hyderabad i altres llocs de l'Índia. Una investigació va revelar que Mubariz al-Dawla i altres dirigien el moviment i aquestos caps foren empresonats a Golkonda (on Mubariz va morir).
Raja Chandu Lai, que havia succeït a Munir al-Mulk com a ministre principal, va renunciar el 1843, i fou nomenat Siraj al-Mulk, net de Mir Alam. El 1847 seriosos disturbis van tenir lloc entre xiïtes i Sunnites i van morir 50 persones. Siraj al-Mulk, que havia estat destituït el 1848, fou restaurant com a ministre principal el 1851.
Quan les forces del nizam van ser utilitzades en campanya (a la guerra maratha) es va comprovar que eren ineficients i es va intentar reformar l'exèrcit; es van equipar alguns batallons amb uniformes, armes i equip com els de la Companyia Britànica de les Índies Orientals, i pel manteniment d'aquestes tropes es van fer pagaments avançats per part del tresor britànic (1843) amb l'avinentesa que si calia fer més pagaments avançats es garantirien amb territori. El deute no fou pagada i encara es va incrementar.
El 1853 quan el general Fraser va abandonar Hyderabad on era resident de facto, el va succeir el general C. B. Low, que va rebre ordes de Lord Dalhousie d'exigir al nizam el pagament de 64 lakhs deguts per les despeses en l'exèrcit. Finalment el 20 de maig de 1853 es va signar un tractat pel qual els britànics mantindrien una força auxiliar al servei d'Hyderabad, d'almenys 5000 infants i 2000 cavallers i 4 bateries de camp, i a canvi el nizam cedida districtes amb una recaptació de 50 lakhs (districtes de Berar i Osmanabad o Naldrug, i el Doab de Raichur); el nizam ja no hauria d'ajudar els britànics en temps de guerra i les seves forces serien només auxiliars dels britànics. Una setmana després del tractat va morir Siraj al-Mulk i Nawab Salar Jang, el seu nebot, el va succeir.
El nizam va morir a Hyderabad el 18 de maig de 1857 i el va succeir el seu fill Mir Tahniath Ali Khan Afzal al-Dawla Mahbub Ali Khan Asaf Jah V. Es va casar diverses vegades i va deixar cinc fills.